# Нигер на Летњим олимпијским играма 1972.
Нигеру је ово било треће учешће на Летњим олимпијским играма. Национални олимпијски комитет Нигера на Олимпијске игре  у Минхену 1972., послано је четворицу спортиста који су се такмичили у боксу.
Националну заставу на свечаном отварању Игара поново је носио троструки учесник Исака Даборе.
У свом трећем наступу на Играма Исака Даборе је освојио прву олимпијску медаљу за Нигер. Био је трећепласирани у полувелтер категорији. Овим успехом Нигер је први пут био у табели освајача медаља на ЛОИ. Са једном освојеном бронзаном медаљом делио је 43. место, од 48 земаља које су усвајале медаље од 121. земље учеснице на ЛОИ 1972.

## Освајачи медаља

### Бронза
- Исака Даборе — Бокс, полувелтер до 63,5 кг

## Бокс
| Боксер       | Дисциплина           | 1. коло                     | 2. коло                       | 3. коло            | Четвртфинале               | Полуфинале                | Финале             | Финале  | Детаљи |
| Боксер       | Дисциплина           | Противник Резултат          | Противник Резултат            | Противник Резултат | Противник Резултат         | Противник Резултат        | Противник Резултат | Пласман | Детаљи |
| ------------ | -------------------- | --------------------------- | ----------------------------- | ------------------ | -------------------------- | ------------------------- | ------------------ | ------- | ------ |
| Мајаки Сејду | бантам - 54 кг       | Кунова (TUR) · ПОБ 3 : 2    | Ферстер (GDR) · ПОР 0 : 5     | Није се пласирао   | Није се пласирао           | Није се пласирао          | Није се пласирао   | = 17.   | [ 2 ]  |
| Аруна Лаго   | лака - 57 кг         | Кузнецов (URS) · ПОР 1.р КО | Није се пласирао              | Није се пласирао   | Није се пласирао           | Није се пласирао          | Није се пласирао   | = 33.   | [ 3 ]  |
| Исака Даборе | полувелтер - 63,5 кг | Лосон (GHA) · ПОБ ТКО 3. р  | Tae-Sika (KOR) · ПОБ ТКО 3. р | слободан           | Шинокара (JPN) · ПОБ 3 : 2 | Ангелов (BUL) · ПОР 0 : 5 | Није се пласирао   |         | [ 4 ]  |
| Исуфу Або    | полусредња - 71 кг   | слободан                    | Мажери (TUN) · ПОР 0 : 5      | Није се пласирао   | Није се пласирао           | Није се пласирао          | Није се пласирао   | = 17.   | [ 5 ]  |